# 884
Cette page concerne l'année 884  du calendrier julien. Pour l'année 884 av. J.-C., voir 884 av. J.-C.
L'année 884 est une année bissextile qui commence un mercredi.

## Événements
- 2 février : les Grands de Francie occidentale réunis à Compiègne proposent de verser 12 000 livres d'argent aux Vikings pour qu'ils quittent Amiens. Les Normands accordent une trêve à Carloman jusqu'en octobre pour lui laisser réunir la somme, et vont ravager la rive droite de l’Escaut[1].

- 1er mars[2] : fondation de Burgos par Diego de Castille[3].
- 4 mars : l'empereur du Japon Yōzei est déposé par l'oncle de son père, qui le remplace sur le trône sous le nom d'empereur Kōkō[4]. Kōkō accorde tous les pouvoirs à Fujiwara no Mototsune, qui devient le premier « régent de majorité » ou kampaku après la mort de l'empereur en 887[5].
- Mars : Carloman promulgue le capitulaire de Verneuil[6]. L'article 14[7] interdit vainement les ghildes[8].

- 10 mai : Khumarawaih, fils d’Ahmad Ibn Touloun lui succède à sa mort comme gouverneur d’Égypte (fin en 896)[9].
- 17 mai : début du pontificat d'Adrien III (fin en 885)[10].

- 26 août : Achot le Grand est couronné roi d'Arménie au nom du calife[11].
  - Achot Bagratouni est nommé successivement par le calife prince des princes, gouverneur, et enfin roi de l’Arménie. L’empereur byzantin Basile Ier, qui ne renonce pas à sa suzeraineté théorique sur l’Arménie, envoie à son tour une couronne à Achot, qui pendant les cinq années de son règne, entretient des relations amicales avec Byzance aussi bien qu’avec les Abbassides. La dynastie des Bagratides restaure le royaume d’Arménie et dirige le pays pendant les IXe et Xe siècles. De nombreuses églises et de vastes systèmes d’irrigation nous restent de cette époque.

- Octobre : les Normands quittent Amiens après le paiement du tribut ; Ils s'embarquent à Boulogne. Certains passent en Angleterre, d'autres hivernent à Louvain[1].

- 12 décembre : à la mort de Carloman, Charles III le Gros, héritier de Louis le Germanique est proclamé roi de Francie occidentale par les Grands qui refusent de reconnaître le fils posthume de Louis le Bègue, Charles, qui n’a encore que cinq ans[1]. Ce-dernier est mis sous la protection de Ramnulf II de Poitiers, qui prend le titre de duc puis de roi d'Aquitaine en 888[12]. L’empereur Charles étant à Pavie, il ne peut recevoir le serment de ses sujets à Ponthion qu'en juin 885 (fin de règne en 887)[1].

- Al-Andalus : reprise des hostilités entre l'émir de Cordoue Muhammad Ier et Ibn Marwan al Djilliki, qui finit par créer une principauté indépendante autour de Badajoz (888-929)[13].